# Číhalín
Číhalín är en ort i Tjeckien.   Den ligger i distriktet Okres Třebíč och regionen Vysočina, i den centrala delen av landet, 140 km sydost om huvudstaden Prag. Číhalín ligger 494 meter över havet och antalet invånare är 181.
Terrängen runt Číhalín är platt åt nordost, men åt sydväst är den kuperad. Runt Číhalín är det tätbefolkat, med 683 invånare per kvadratkilometer. Närmaste större samhälle är Třebíč, 7,8 km sydost om Číhalín. Trakten runt Číhalín består till största delen av jordbruksmark.